# غراهام كلارك (لاعب قذف)
غراهام كلارك (بالإنجليزية: Graham Clarke)‏ هو لاعب قذف بريطاني، ولد في 27 مارس 1974.